# Quyền được thông tin
Quyền được thông tin là một thành tố quan trọng của quyền tự do thông tin - một quyền cơ bản của con người, được Luật nhân quyền quốc tế thừa nhận và xác định trong Tuyên ngôn Quốc tế Nhân quyền năm 1948.
Quyền tự do thông tin bao gồm quyền tìm kiếm, thu thập, phổ biến và quyền được thông tin. Trong đó quyền được thông tin dùng để chỉ quyền của công chúng được biết thông tin của nhà nước, theo cách chủ động công khai từ phía nhà nước hoặc thực hiện quyền yêu cầu từ phía người dân, nhằm thoả mãn nhu cầu thông tin của mình cũng như bảo vệ và thực hiện các quyền năng khác được pháp luật ghi nhận.
Quyền được thông tin tạo cơ sở cho người dân trong việc giám sát sự công khai, minh bạch trong hoạt động của nhà nước. Điều này trở thành một nhu cầu và một quyền cơ bản, cấp thiết cần phải đảm bảo được thực hiện đối với mọi công dân. Đây cũng là một thành tố không thể tách rời của một nền dân chủ, là biểu hiện của một xã hội được quản lý, vận hành theo nguyên tắc nhà nước pháp quyền.

## Luật tiếp cận thông tin ở Việt Nam
Quốc hội Việt Nam ngày 6 tháng 4 năm 2016 đã thông qua Luật tiếp cận thông tin. Đã có 103 quốc gia trong thế giới thông qua luật này. Toby Mendel, Giám đốc điều hành Trung tâm Nghiên cứu Luật và Dân chủ tại Canada, là trung tâm theo dõi nền pháp luật Việt Nam phân tích, các ngoại lệ ở Việt Nam, thông tin mà người dân không được tiếp cận, thì quá rộng và quá mơ hồ. Ngoài ra, nếu nhà cầm quyền Việt Nam bác bỏ các đơn xin tiếp cận thông tin của ngưới dân, thì Luật không cho họ một cơ cấu nào để họ có thể khiếu nại.